# Giniit
Giniit ist ein sehr selten vorkommendes Mineral aus der Mineralklasse der „Phosphate, Arsenate und Vanadate“. Er kristallisiert im monoklinen Kristallsystem mit der chemischen Zusammensetzung Fe2+Fe3+4(PO4)4(OH)2·2H2O und ist damit chemisch gesehen ein wasserhaltiges Eisen-Phosphat mit zusätzlichen Hydroxidionen.
Giniit entwickelt an seiner Typlokalität nach der b-Achse gestreckte und nach {100} dicktafelige Kristalle, die nahezu immer verzwillingt sind, in korrodiertem Triphylin und Barbosalith sitzen und dort von Hureaulith, Tavorit, Leukophosphit, Whitlockit und Monetit begleitet werden. Die Typlokalität des Minerals ist der Pegmatit von Sandamap auf der Farm Sandamap North 115 bei Usakos, Daures in der Region Erongo, Namibia.

## Etymologie und Geschichte
Als Entdecker des Giniits gilt Walter Kahn, der das Untersuchungsmaterial dem Professor für Mineralogie und Kristallographie an der Universität Stuttgart, Paul Keller, zeigte. Keller führte die für eine Charakterisierung als neues Mineral notwendigen Untersuchungen durch und legte die Ergebnisse der International Mineralogical Association (IMA) vor, die es 1977 unter der vorläufigen Bezeichnung IMA 1977-017 anerkannte. Im Jahre 1980 wurde es von Paul Keller im deutschen Wissenschaftsmagazin „Neues Jahrbuch für Mineralogie, Monatshefte“ als Giniit (englisch Giniite) beschrieben. Der Autor benannte das Mineral nach seiner Ehefrau Adelheid „Gini“ Keller (* 1940), die seine mineralogischen Arbeiten in „vielfältiger Weise“ unterstützt hat.
Das Typmaterial für Giniit (Holotyp) wird an der Universität Stuttgart (Standort TM-77.17 / 0/824-s27/2) aufbewahrt.
Noch im selben Jahr der Erstveröffentlichung berichtigte Keller in einer ergänzenden Arbeit die kristallographischen Angaben zum Giniit.

## Klassifikation
In der veralteten 8. Auflage der Mineralsystematik nach Strunz war der Giniit noch nicht aufgeführt.
In der zuletzt 2018 überarbeiteten Lapis-Systematik nach Stefan Weiß, die formal auf der alten Systematik von Karl Hugo Strunz in der 8. Auflage basiert, erhielt das Mineral die System- und Mineralnummer VII/D.03-010. Dies entspricht der Klasse der „Phosphate, Arsenate und Vanadate“ und dort der Abteilung „Wasserhaltige Phosphate, mit fremden Anionen“, wo Giniit zusammen mit Flurlit, Gladiusit, Kaluginit, Landesit, Schmidit, Schoonerit, Steinmetzit, Wildenauerit und Wilhelmgümbelit eine unbenannte Gruppe mit der Systemnummer VII/D.03 bildet.
Die von der International Mineralogical Association (IMA) zuletzt 2009 aktualisierte 9. Auflage der Strunz’schen Mineralsystematik ordnet den Giniit in die Klasse der „Phosphate, Arsenate und Vanadate“ und dort in die Abteilung „Phosphate usw. mit zusätzlichen Anionen; mit H2O“ ein. Hier ist das Mineral in der Unterabteilung „Mit ausschließlich mittelgroßen Kationen; (OH usw.) : RO4 < 1 : 1“ zu finden, wo es als einziges Mitglied eine unbenannte Gruppe mit der Systemnummer 8.DB.50 bildet.
In der vorwiegend im englischen Sprachraum gebräuchlichen Systematik der Minerale nach Dana hat Giniit die System- und Mineralnummer 42.11.07.01. Das entspricht der Klasse der „Phosphate, Arsenate und Vanadate“ und dort der Abteilung „Wasserhaltige Phosphate etc., mit Hydroxyl oder Halogen“. Hier findet er sich innerhalb der Unterabteilung „Wasserhaltige Phosphate etc., mit Hydroxyl oder Halogen mit (AB)4(XO4)3Zq × x(H2O)“ als einziges Mitglied in einer unbenannten Gruppe mit der Systemnummer 42.11.07.

## Chemismus
Mikrosondenanalysen an Giniit aus dem „Sandamap-Pegmatit“ ergaben Mittelwerte von 0,68 % MgO; 0,63 % MnO; 46,07 % Fe2O3; 1,20 % Al2O3; 36,99 % P2O5 und 6,45 % H2O (thermogravimetrisch bestimmt). Pleochroismus und mikrochemische Analysen bestätigen, dass im Giniit Eisen sowohl in Form von Fe2+- als auch Fe3+-Ionen auftritt. Es errechnet sich eine Formel von
(Fe2+,Mg,Mn2+)(Fe3+,Al)4(PO4)4(OH)2·2H2O oder vereinfacht Fe2+Fe3+4(PO4)4(OH)2·2H2O, die Gehalte von 9,85 % FeO; 43,80 % Fe2O3; 38,94 P2O5 und 7,41 % H2O verlangt.
Giniit ist das kristallwasser- und/oder hydroxylwasserärmere Analogon zu Whitmoreit, Fe2+Fe3+2(PO4)2(OH)2·4H2O, Ferrostrunzit, Fe2+Fe3+2(PO4)2(OH)2·6H2O, Beraunit, Fe2+Fe3+5(PO4)4(OH)5·6H2O, und Metavivianit, Fe2+Fe3+2(PO4)2(OH)2·6H2O.

## Kristallstruktur
Giniit kristallisiert im monoklinen Kristallsystem in der Raumgruppe P2/a (Raumgruppen-Nr. 13, Stellung 3) mit den Gitterparametern a = 14,253 Å; b = 5,152 Å; c = 10,353 Å und β = 111,30° sowie zwei Formeleinheiten pro Elementarzelle
Die Kristallstruktur eines synthetischen Giniit-Äquivalents besteht aus einem offenen, vernetzten Gerüst aus [Fe5P4O20H4]6−-Ionen mit oktaedrisch koordinierten Eisen-Atomen und tetraedrisch koordinierten Phosphor-Atomen. Resultate aus der Mößbauerspektroskopie haben die Positionen von drei Fe2+-Ionen nachgewiesen. Das Anion [Fe5P4O20H4]6− besitzt eine zweizählige Drehachse (Digyre) und enthält zwei mit den zwei äquivalenten Fe2+-Atomen koordinierte Wassermoleküle, die aus dem Hohlraum herausragen, der durch die anderen drei Sauerstoffatome gebildet wird. Obwohl bei der Strukturanalyse lediglich drei Wasserstoff-Atome gefunden wurden, weist die Thermogravimetrie-Analyse einen Gewichtsverlust auf, der mit der Strukturformel Fe5H2(PO4)4·4H2O konsistent ist. Eine auffällige Menge von Kanälen verläuft in Richtung der c-Achse. Zwei Sets von kleinen, etwa parallel zur b-Achse verlaufenden Kanälen sind ebenfalls vorhanden. Durch Rotation um die c-sinβ-Achse lässt sich ein drittes Set von kleinen Kanälen beobachten.

## Eigenschaften

### Morphologie
Giniit entwickelt an seiner Typlokalität im „Sandamap-Pegmatit“ immer idiomorphe, nach der b-Achse [010] gestreckte und nach {100} dicktafelige, häufig keilförmige Kristalle, die nahezu immer Kniezwillinge sowie Durchdringungszwillinge nach {112} ausbilden. Häufig sind sie deutlich parallel der b-Achse gestreift, was besonders deutlich auf {210} zu erkennen ist. Neben dem Habitus- und Tracht-bestimmenden Pinakoid {100} wurden an den maximal 0,5 × 0,2 × 0,05 mm großen Kristallen noch die Prismen {201}, {210} und {103} sowie das Pinakoid {010} festgestellt. Gelegentlich treten die Kristalle zu Aggregaten zusammen.

### Physikalische und chemische Eigenschaften
Die Kristalle des Giniits sind schwärzlichgrün bis schwärzlichbraun, ihre Strichfarbe ist aber immer olivgrün. Die Oberflächen der opaken, lediglich kantendurchscheinenden Kristalle weisen einen glas- bis fettartigen, mitunter auch diamantartigen Glanz auf, was gut mit den Werten für die Lichtbrechung übereinstimmt. An den Kristallen des Giniits wurden mittelhohe bis hohe Werte für die Lichtbrechung (nα = 1,775; nβ = 1,803; nγ = 1,812) und ein hoher Wert für die Doppelbrechung (δ = 0,037) festgestellt. Giniit besitzt einen starken Pleochroismus von X = hellbraun über Y = dunkelbraun nach Z = dunkelblaugrün.
Am Ginnit wurde keine Spaltbarkeit festgestellt. Aufgrund seiner Sprödigkeit bricht er aber ähnlich wie Quarz, wobei die Bruchflächen muschelig bis halbmuschelig ausgebildet sind. Mit einer Mohshärte von 3 bis 4 gehört das Mineral zu den mittelharten Mineralen und lässt sich wie die Referenzminerale Calcit (Härte 3) mit einer Kupfermünze bzw. Fluorit (Härte 4) mit einem Taschenmesser ritzen. Die gemessene Dichte für Giniit beträgt 3,415 g/cm³, die berechnete Dichte 3,41 g/cm³. Giniit zeigt weder im lang- noch im kurzwelligen UV-Licht eine Fluoreszenz.
Giniit ist nur schwer in heißer Salpetersäure (HNO3) und heißer Salzsäure (HCl) löslich.

## Bildung und Fundorte
Als sehr seltene Mineralbildung konnte Giniit bisher (Stand 2018) lediglich von drei Fundorten beschrieben werden. Als Typlokalität gilt der Granitpegmatit von Sandamap auf der Farm Sandamap North 115 bei Usakos, Wahlkreis Daures in der Region Erongo in Namibia. Daneben fand sich Giniit in der Grube „Morassina“ bei Schmiedefeld sowie in der Grube „Jeremias Glück“ (Feengrotten) bei Garnsdorf unweit Saalfeld, beide im Landkreis Saalfeld-Rudolstadt im Thüringer Wald, Thüringen, Deutschland. Beide Gruben werden heute als Schaubergwerke betrieben. Vorkommen von Giniit in Österreich oder in der Schweiz sind damit nicht bekannt.
Giniit ist an seiner Typlokalität ein typisches Sekundärmineral, welches sich in der Oxidationszone eines Granitpegmatits mit einer primären Phosphatmineralparagenese gebildet hat. Sowohl das Eisen als auch der Phosphor stammen aus der Verwitterung von Triphylin und Barbosalith. In den thüringischen Schaubergwerken bildet er sich lokal bei der Alteration von Krusten und Tropfsteinen auf den Oberflächen erstarrter Gele.
Im „Sandamap-Pegmatit“ fand sich das Mineral zuerst auf einer Stufe mit korrodiertem Triphylin und Barbosalith. Parageneseminerale sind Hureaulith, Tavorit, Leukophosphit, Whitlockit und Monetit sowie Phosphosiderit und Mélonjosephit. Die Sukzession (Altersfolge) wird mit Triphylin → Hureaulith → dunkelgrünes, schuppiges Mineral + Giniit → Tavorit → Leukophosphit angegeben.
In den thüringischen Schaubergwerken wird Giniit u. a. von der kristallisierten Form des Diadochites, dem Destinezit, begleitet.

## Verwendung
Aufgrund seiner Seltenheit ist natürlich gebildeter Giniit nur für den Mineralsammler von Interesse.
Das synthetische Analogon von Giniit ist ein vielversprechendes Material für das Einfangen von Phosphopeptiden aus komplexen tryptischen Verdauen, Photokatalysatoren und Kathoden für Lithiumbatterien. Bei allen diesen Anwendungen ist die Kristallmorphologie extrem wichtig.
Eisenhydroxylphosphate (Fex(PO4)y(OH)z·nH2O) wie Giniit, Barbosalith, Whitmoreit und Beraunit sind wichtige oxidative Katalysatoren für die Dehydrierung. Sie sind ebenfalls signifikant bei der Passivierung von Metalloberflächen, Korrosionshemmung und bei den Reaktionen von Eisenkomponenten mit Phospatdüngemitteln in verschiedenen Böden. Die Kontrolle der Morphologie von mikro- und nanogroßem Fex(PO4)y(OH)z·nH2O von gut definierter Form ist wichtig für deren Anwendung in Katalyse, der Glasindustrie sowie Umweltwissenschaften und -technologie.